# 上砂川支線
上砂川支線（かみすながわしせん）は、北海道砂川市の砂川駅と空知郡上砂川町の上砂川駅を結んでいた北海道旅客鉄道（JR北海道）函館本線の支線の通称である。

## 路線データ
- 路線距離（営業キロ）：砂川駅 - 上砂川駅間 (7.3 km)
- 軌間：1,067 mm（狭軌）
- 駅数：5駅（起終点駅含む）
- 複線区間：なし（全線単線）
- 電化区間：なし（全線非電化）
- 閉塞方式：スタフ閉塞式（全線1閉塞）

## 歴史

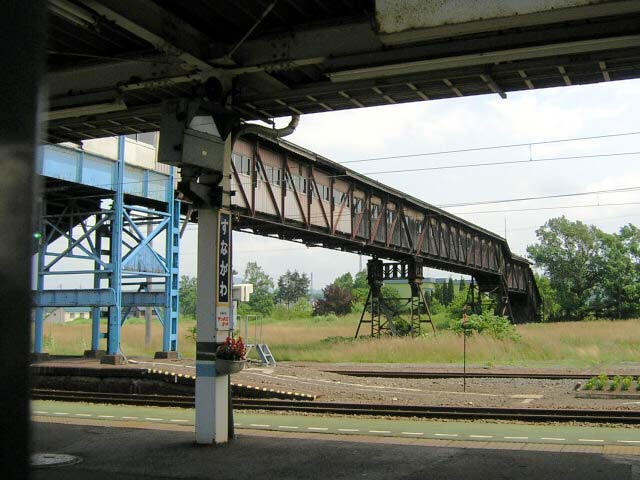
砂川駅の上砂川支線ホームは、かつて多くの側線があった時代の名残で函館本線のホームから離れた場所に位置しており、長い跨線橋で連絡していた。現在は上砂川支線に通じる部分が解体された。

当初は、三井鉱山合名会社が保有する三井砂川炭鉱からの石炭輸送を行うために、三井側が土地を鉄道院へ寄付し、なおかつ三井側の資金により鉄道院が敷設した国鉄所属の専用線であり、1917年（大正6年）7月に鉄道院よりこの条件で敷設許可された。1926年（大正15年）に旅客扱いを始めるにあたり函館本線に組み込まれた。
国鉄再建法に基づく特定地方交通線の指定が進められた際、上砂川支線は「函館本線の一部」として、函館本線と一体として輸送密度が計算されたため、特定地方交通線はおろか地方交通線にも指定されず、幹線として存置された。しかし、当時の三井砂川炭鉱の出炭量は年間約100万トンであり、上砂川支線単独では、貨物輸送密度も幹線の条件（貨物輸送密度が4,000 t以上である線。上砂川支線の場合の年間輸送量の基準は4000 t×7.3 km✕365日=1065万8000 t）にも該当していない。
他方、当支線とほぼ並行する歌志内線は、当支線に比べ旅客・貨物の輸送量はともに多かったが、1988年（昭和63年）に廃止された。同じ駅を起点とし、近い地点を経由し、近いところでは1キロメートル程度の距離しか離れておらず、運炭路線という似た性格を有しながら、函館本線の支線であったゆえ当支線が存続した一方、歌志内線は独立した線名を有していたため廃止対象路線となった。これは、特定地方交通線の硬直性を示す一例として知られている。
国鉄分割民営化に伴い、JR北海道へ承継されたが、炭鉱の閉山による貨物輸送廃止・沿線人口の減少に伴う旅客減少の影響もあり廃線となった。支線とはいえ、JR北海道発足以来初の「幹線」廃止となった。廃止前から、北海道中央バスが既に並行して多くの路線バス（歌志内線・上砂川線）を運行していたため、代替交通機関は設定されなかった。

## 運行概要
1959年5月1日の運行本数は19往復
1986年11月1日改正時の旅客列車
- 運行本数：日6往復（6、7、14、16、18、20時台に運転）
- 所要時間：全線下り16分、上り13分
末期の上砂川行始発列車は下鶉、東鶉を通過していた。

## 使用車両

### 民営化後
しばらくの間、朝ラッシュ時にはキハ56形+キハ27形の2両編成、それ以降はキハ54形500番台を使用。後にキハ54形がキハ40形100番台に置き換えられた。ワンマン化以降はキハ22形700番台が使用され、末期はキハ40形700番台が使用された。なお、ワンマン化後の車両は、キハ22形700番台は苫小牧運転所の所属、キハ40形700番台は旭川運転所の所属である。

## 歴史
- 1918年（大正7年）11月5日：三井鉱山の砂川炭礦専用線[注釈 2]として開業[注釈 3]。工事竣工は1919年（大正8年）6月。
- 1926年（大正15年）8月1日：砂川炭礦専用線を国有鉄道函館本線に編入し、上砂川支線として旅客営業開始[6][7]。上砂川駅を新設[8][9]。
- 1948年（昭和23年）12月1日：鶉仮乗降場新設[10]。
- 1953年（昭和28年）10月1日：鶉仮乗降場を駅に変更[8]。
- 1959年（昭和34年）
  - 5月1日：下鶉仮乗降場を新設。旅客列車を気動車化し、客貨分離運転開始。
  - 12月18日：下鶉仮乗降場を駅に変更[8]。東鶉駅新設[8]。
- 1960年（昭和35年）7月1日：すべての列車が気動車による運転となる[6]。
- 1975年（昭和50年）11月4日：D51 603による運行をもって蒸気機関車運転廃止。
- 1987年（昭和62年）
  - 3月24日：貨物列車の運行終了[11]。
  - 4月1日：国鉄分割民営化に伴い、北海道旅客鉄道（JR北海道）が第一種鉄道事業者として全線を承継。日本貨物鉄道（JR貨物）が全線の第二種鉄道事業者となる。
- 1990年（平成2年）3月10日：ワンマン運転開始。
- 1992年（平成4年）4月1日：JR貨物の第二種鉄道事業廃止。
- 1994年（平成6年）5月16日：全線廃止し[6][7]、北海道中央バスの既存路線で代替。下鶉・鶉・東鶉・上砂川の各駅を廃止[8]。

## 駅一覧
- 所在地は廃止時点のもの。全駅北海道内（空知支庁管内）に所在。
- 全区間単線。全駅列車交換は不可能。

| 駅名     | 駅間 キロ | 営業 キロ | 接続路線                 | 所在地          |
| -------- | --------- | --------- | ------------------------ | --------------- |
| 砂川駅   | -         | 0.0       | 北海道旅客鉄道：函館本線 | 砂川市          |
| 下鶉駅   | 3.7       | 3.7       |                          | 空知郡 上砂川町 |
| 鶉駅     | 0.8       | 4.5       |                          | 空知郡 上砂川町 |
| 東鶉駅   | 1.3       | 5.8       |                          | 空知郡 上砂川町 |
| 上砂川駅 | 1.5       | 7.3       |                          | 空知郡 上砂川町 |

### 過去の接続路線
上砂川線廃止以前に廃止されていたもの。
- 砂川駅：歌志内線 - 1988年4月25日廃止